# 효모빵

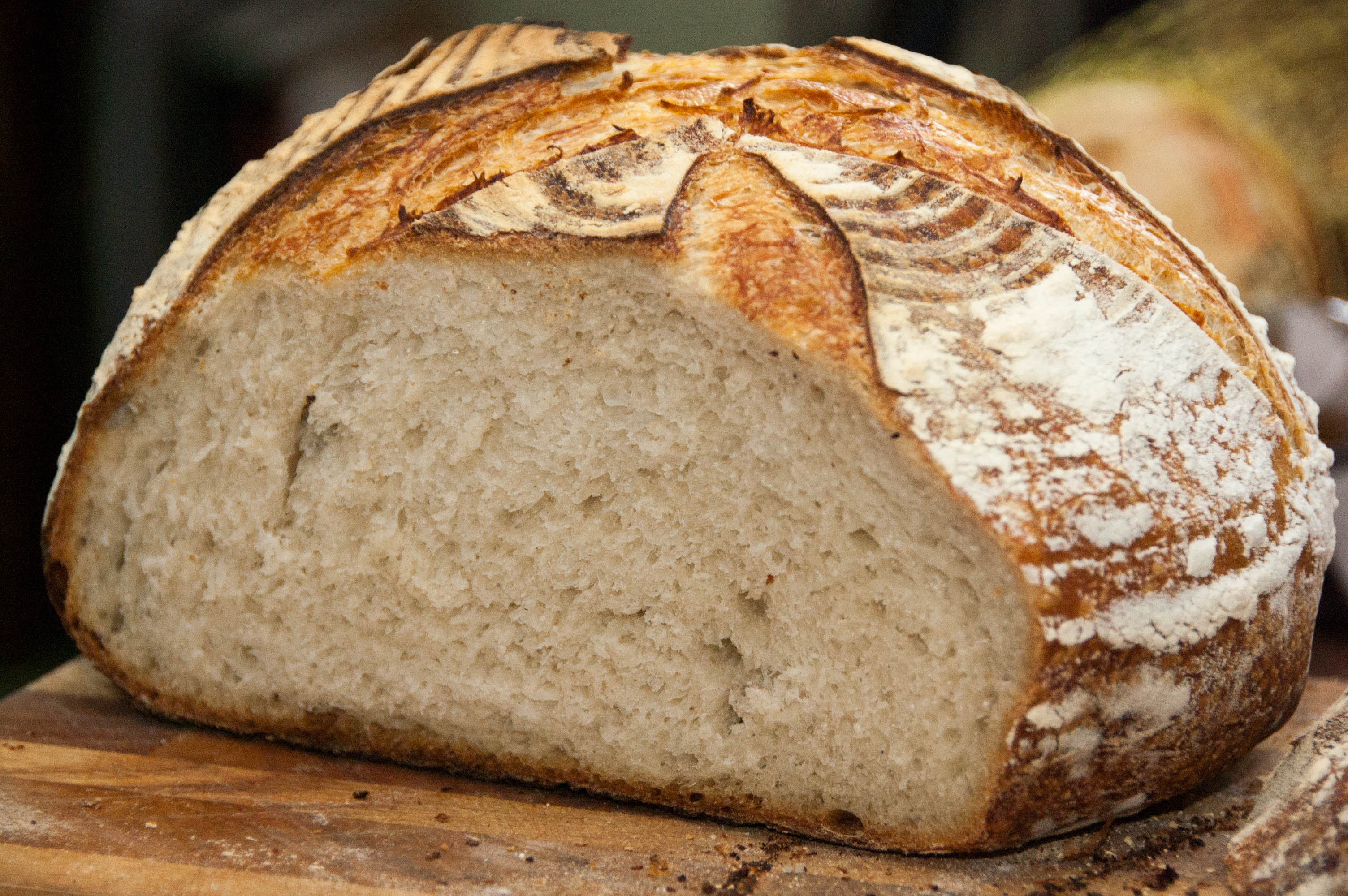
효모빵

효모빵(酵母pão) 또는 효모발효빵(酵母醱酵pão)은 빵효모나 효모발효종 반죽으로 만든 빵이다. 이스트 빵(yeast bread)으로도 부르며, 천연발효종을 이용한 천연발효빵(사워도 빵)과 구분하여 일컫기도 한다.

## 사진

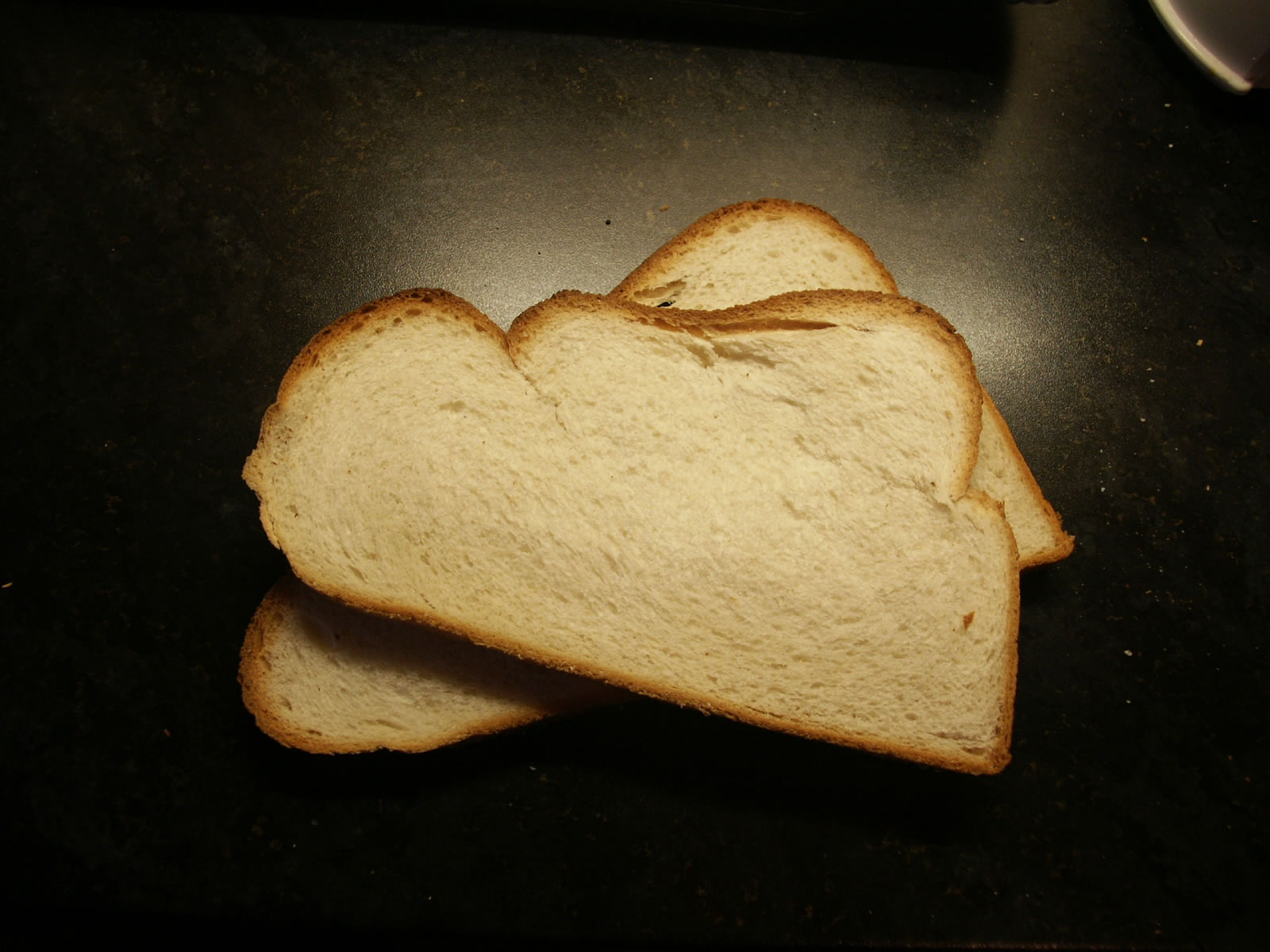
스펀지 반죽 빵

## 같이 보기
- 발효빵
- 빵효모
- 스펀지